# باشگاه فوتبال اسپورتیوو لوکنیو
باشگاه فوتبال اسپورتیوو لوکنیو (به انگلیسی: Sportivo Luqueño) یک باشگاه فوتبال واقع در شهر لوکه در کشور پاراگوئه است. این تیم سابقه ۳ بار قهرمانی در لیگ فوتبال پاراگوئه را در کارنامه خود دارد.